# Kup europskih šahovskih klubova za žene
Kup europskih šahovskih klubova za žene, europsko klupsko natjecanje u športu šahu.
Rezultati su sljedeći:
| Godina | Mjesto održavanja   | Prvak                               | Drugi                               | Treći                        |
| ------ | ------------------- | ----------------------------------- | ----------------------------------- | ---------------------------- |
| 1996.  | Smederevska Palanka | Merani Tbilisi, Agrouniverzal Zemun | Merani Tbilisi, Agrouniverzal Zemun | Empils Rostov na Donu        |
| 1997.  | Rijeka              | Goša Smederevska Palanka            | Kastav                              | Grandmaster School Kyiv      |
| 1998.  | Wuppertal           | AEM-Luxten Timişoara                | Grandmaster School Kyiv             | BAS Beograd                  |
| 1999.  | Nova Gorica         | Rudenko School Herson               | AEM-Luxten Timişoara                | Grandmaster School Kyiv      |
| 2000.  | Halle               | Agrouniverzal Zemun                 | St. Petersburg-Lentransgaz          | DANKO-Donbass Donjeck        |
| 2001.  | Beograd             | Agrouniverzal Zemun                 | AEM-Luxten Timişoara                | BAS Beograd                  |
| 2002.  | Antalya             | BAS Beograd                         | Ladja Kazanj                        | NTN Tbilisi                  |
| 2003.  | Rethymnon           | Internet-CG Podgorica               | NTN Tbilisi                         | Ladja Kazanj                 |
| 2004.  | Izmir               | NTN Tbilisi                         | FINEK St. Petersburg                | Ladja Kazanj                 |
| 2005.  | St. Vincent         | NTN Tbilisi                         | South Ural Čeljabinsk               | Internet-CG Podgorica        |
| 2006.  | Fügen               | MIKA Erevan                         | Energy-Investi Sakartvelo           | AVS Krasnoturinsk            |
| 2007.  | Kemer               | CE de Monte Carlo                   | AVS Krasnoturinsk                   | MIKA Erevan                  |
| 2008.  | Kallithea           | CE de Monte Carlo                   | Spartak Vidnoje                     | ŠK T-Com Podgorica           |
| 2009.  | Ohrid               | Spartak Vidnoje                     | CE de Monte Carlo                   | Samaia Tbilisi               |
| 2010.  | Plovdiv             | CE de Monte Carlo                   | Sankt Petersburg                    | MIKA Erevan                  |
| 2011.  | Rogaška Slatina     | AVS Krasnoturinsk                   | AEM-Luxten Timişoara                | MIKA Erevan                  |
| 2012.  | Eilat               | CE de Monte Carlo                   | MIKA Erevan                         | Yugra Khanty-Mansiysk region |
| 2013.  | Rodos               | CE de Monte Carlo                   | Yugra Khanty-Mansiysk region        | ShSM-Our Heritage Moskva     |
| 2014.  | Bilbao              | Nona                                | CE de Monte Carlo                   | ShSM-Our Heritage Moskva     |
| 2015.  | Skoplje             | Nona                                | SS Gambit-Aseko Skoplje             | Yugra Khanty-Mansiysk region |
| 2016.  | Novi Sad            | CE de Monte Carlo                   | Nona                                | Yugra Khanty-Mansiysk region |
| 2017.  | Antalya             | Nona                                | Odlar Yurdu                         | Bossa Nova                   |
| 2018.  | Porto Carras        | CE de Monte Carlo                   | Nona                                | Yugra Khanty-Mansiysk region |
| 2019.  | Ulcinj              | Nona                                | Kyiv Chess Federation               | CE de Monte Carlo            |
| 2020.  | Mayrhofen           |                                     |                                     |                              |

## Vanjske poveznice
- Olimpbae Tablički prikaz susreta Kupa europskih klubova za žene
- European Chess Union (ECU)  Arhivirana inačica izvorne stranice od 22. ožujka 2016. (Wayback Machine), na str. 13
- Chess-Results.com